# Templo Tel Motza
O Templo Tel Motza é um antigo templo Israelita localizado na área de Motza, nos arredores de Jerusalém, descoberto em 2012 por arqueólogos Israelenses.

## História

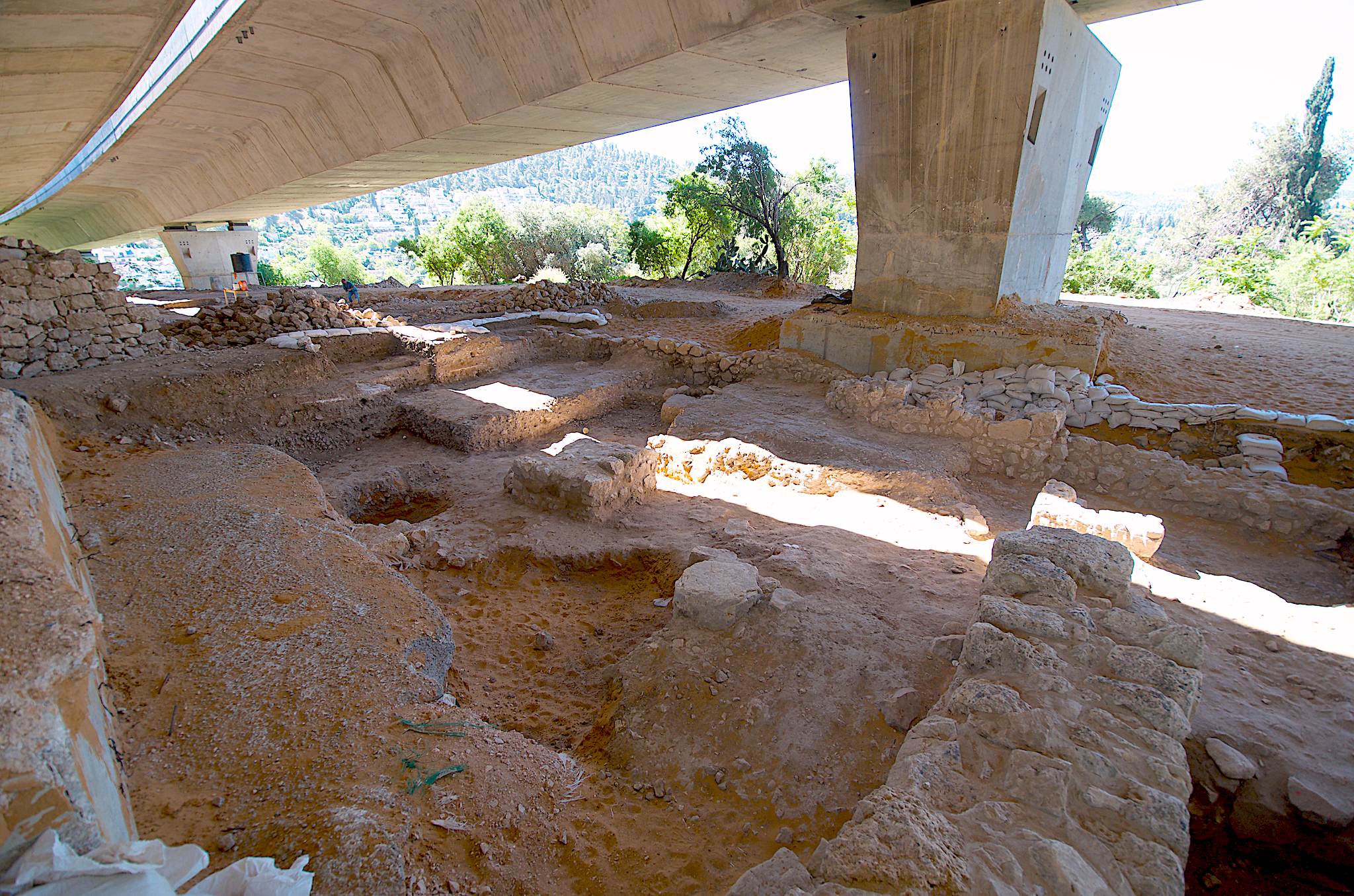
O Templo Israelita em Tel Motza

As escavações em Tel Motza realizadas antes da construção da Highway 1 revelaram um prédio público, depósitos e silos que datam da época do período monárquico (Idade do Ferro IIA). Acredita-se que uma ampla entrada voltada para o leste na parede do prédio público tenha sido construída de acordo com as tradições de construção de templos no Antigo Oriente Próximo: o sol nascendo no leste iluminaria um objeto colocado dentro do templo, simbolizando a presença divino.
Uma série de vasos de cerâmica sagrados, cálices e pequenas estatuetas de homens e cavalos foram encontrados perto do altar do templo. O esconderijo de vasos sagrados foi datado do início do século IX a.C, isto é, antes das reformas religiosas centralizadoras dos Reis Ezequias (reinado cerca de 729-687 a.C) e Josias (reinado cerca de 640-609 a.C) de Judá.
O templo remonta ao Reino de Judá do século IX a.C e parece ter funcionado ao lado do Primeiro Templo na vizinha Jerusalém. Jerusalém era o centro do Reino de Judá e, de acordo com a Bíblia Hebraica, a residência dos reis Davi e Salomão. Muitos achados históricos foram descobertos na área de Tel Motza, datando de diferentes períodos, e os arqueólogos têm procurado identificá-lo com o assentamento bíblico de Mozah mencionado no Livro de Josué (Josué 18: 26).
Os pesquisadores do sítio arqueológico disseram que as descobertas forneceram evidências da existência de templos e recintos rituais em todo o Reino de Judá antes que as reformas religiosas centralizassem as práticas rituais no Templo de Jerusalém. O templo era um achado raro de vestígios do período do Primeiro Templo.
Ossos de animais foram encontrados no local e apresentam sinais de corte, possivelmente indicando que foram sacrificados.
A terra de ocupação com um dos primeiros restos de edifícios, estatuetas e ossos de animais domesticados na área do templo e nas proximidades remonta a cerca de 7.000 a.C. Esta parte mais antiga será enterrada pela Estrada Jerusalém 16 em 2019 após a realização de escavações.